# Toy Story (franquia)
Toy Story é uma franquia de filmes animados por computador, criada pela Pixar e distribuída pela Walt Disney Pictures. Iniciada em 1995 com o filme Toy Story até o mais recente Toy Story 4 é uma franquia que é baseada no conceito antropomórfico de que todos os brinquedos possuem vida própria secretamente. Os personagens principais são um grupo diverso de brinquedos, incluindo o clássico Xerife Woody e seu amigo Buzz Lightyear. O grupo embarca em ousadas aventuras que desafiam sua capacidade. 
Os dois primeiros filmes da franquia foram dirigidos por John Lasseter e o terceiro foi realizado por Lee Unkrich, que também havia sido co-diretor do segundo filme (juntamente com Lasseter e Ash Brannon). Em 2014, Lasseter foi anunciado como diretor do próximo e quarto filme da série.
Todos os três títulos cinematográficos geraram orçamento de 320 milhões de dólares, arrecadando mais de 1.9 bilhão de dólares em todo o mundo. Cada título bateu recorde de bilheteria, sendo que o terceiro foi incluído entre os quinze maiores lançamentos mundiais. Os três filmes também receberam críticas extremamente positivas. Uma edição especial em Blu-ray e DVD foi lançada em março de 2010, pouco antes do lançamento do terceiro filme. Também foram relançados nos cinemas como Disney Digital 3-D por duas semanas de outubro de 2009.
A série é a 23ª franquia de maior bilheteria, a 5ª franquia animada de maior bilheteria (após Shrek, Ice Age, Despicable Me e Madagascar) e figura entre as mais aclamadas trilogias de todos os tempos. A 1 de novembro de 2011, toda a trilogia foi relançada em formato Blu-ray 3D.

## Filmes
A série cinematográfica Toy Story consiste na animação feita por computador: Toy Story (1995), Toy Story 2 (1999), Toy Story 3 (2010) e Toy Story 4 (2019). Toy Story 5 em produção sem confirmação oficial. Toy Story foi o segundo longa-metragem gerado por computador. Todos os filmes foram produzidos pela Pixar Animation Studios e distribuídos pela Walt Disney Pictures. 
Todos os três filmes receberam aprovação da crítica geral, sendo que os dois primeiros alcançaram 100% e o terceiro recebeu 99% na avaliação do site Rotten Tomatoes. O terceiro filme da série é a segunda maior bilheteria de filme animado e a 32° maior bilheteria de todos os tempos. Toy Story 3 também foi o terceiro filme animado a receber uma indicação ao Oscar de Melhor Fotografia, juntamente com Beauty and the Beast e Up.

### Toy Story
Toy Story, o primeiro filme da franquia, foi lançado em 22 de novembro de 1995. Foi o primeiro longa-metragem criado inteiramente por computador, sob a direção de John Lasseter. O enredo gira em torno de Andy, um garoto suburbano que possui uma grande coleção de brinquedos. No seu aniversário Andy ganha um exemplar do Buzz Lightyear (o último lançamento em brinquedos), causando ciúmes em seu clássico caubói Woody. Com inveja, Woody tenta livrar-se de Buzz prendendo-o atrás da mesa, mas acidentalmente o lança pela janela e passa a ser acusado pelos demais brinquedos de tentar "assassinar" o colega. Determinado a concertar o erro, Woody invade a casa do vizinho, Sid Phillips, para resgatar Buzz. O filme foi um sucesso comercial e de crítica, arrecadando mais de 361 milhões de dólares mundialmente. Posteriormente, foi relançado em Disney Digital 3-D como parte de um box contendo também a sequência, Toy Story 2.

### Toy Story 2
Toy Story 2, o segundo título da franquia, foi lançado em 24 de novembro de 1999. John Lasseter seguiu como diretor da sequência. O enredo, desta vez, gira em torno do roubo de Woody por um colecionar de brinquedos chamado Al. Buzz reúne um grupo de brinquedos de Andy em busca do amigo roubado, que por sua vez, acaba por descobrir seu estrelato antigo na televisão. Toy Story 2 havia sido planejado como uma sequência simples diretamente em vídeo e de no máximo 60 minutos de duração. Contudo, executivos da Disney, impressionados pela qualidade do projeto e pressionados pelos protagonistas Tom Hanks e Tim Allen, decidiram lançá-lo nos cinemas. A produção tornou-se um sucesso ainda maior do que o primeiro filme, arrecadando mais de 485 milhões de dólares em bilheteria.

### Toy Story 3
Toy Story 3, o terceiro filme da franquia, foi lançado onze anos após o antecessor, em 18 de junho de 2010. Foi o primeiro filme da série não dirigido por John Lasseter (ainda que ele tenha permanecido na equipe como produtor executivo), mas foi realizado por Lee Unkrich, que havia sido editor no filme anterior. O enredo se passa dez anos após os eventos do segundo filme, focando na perda dos brinquedos quando Andy ingressa na universidade. O filme lançou cerca de 150 novos personagens, de acordo com Pixar. Foi o mais bem-sucedido filme da produtora, ultrapassando o recorde anteriormente detido por Finding Nemo. Toy Story 3 arrecadou mais do que os dois primeiros filmes juntos, tornando-se o primeiro filme animado a ultrapassar 1 bilhão de dólares em bilheteria. Em agosto de 2010, superou Shrek 2, tornando-se o filme animado mais lucrativo de todos os tempos, sendo superado somente por Frozen em março de 2014.

### Toy Story 4
Toy Story 4, o quarto filme da franquia, foi lançado nove anos após o antecessor, em 21 de junho de 2019. Foi o segundo filme da série não dirigido por John Lasseter (este último estava no storyboard) mas foi realizado por Josh Cooley. O enredo se passa 9 anos atrás, quando Woody e seus amigos se reúnem numa missão de resgatar o C.R., um carrinho de controle remoto que foi esquecido do lado de fora durante uma noite chuvosa, já no presente Bonnie fica triste por não levar um brinquedo para o primeiro dia de aula, aí Woody escondido ajuda a Bonnie a fazer um brinquedo chamado Garfinho. O filme teve 7 brinquedos novos. No dia 24 de junho de 2019, o filme dominou a bilheteria com um valor de US$ 118 milhões, mas ficou abaixo da expectativa, ocupando a vice-liderança atrás apenas de Aladdin. O quarto filme da animação da Pixar conquistou US$ 118 milhões (cerca de R$ 450 milhões) ao estrear em 4 575 salas de cinemas norte-americanas. Ainda que o resultado esteja significativamente abaixo das expectativas, que previam cerca de US$ 140 milhões (cerca de R$ 534 milhões), a sequência dificilmente decepciona os críticos.

### Toy Story 5
Em 8 de fevereiro de 2023, Bob Iger anunciou o quinto filme da franquia que será lançado no verão de 2026.

### Resumo
| Título      | Data de lançamento     | Diretor(es)   | Roteirista(s)                                            | Produtor(es)                          |
| ----------- | ---------------------- | ------------- | -------------------------------------------------------- | ------------------------------------- |
| Toy Story   | 22 de novembro de 1995 | John Lasseter | Joel Cohen, Alec Sokolow, Joss Whedon e Andrew Stanton   | Bonnie Arnold e Ralph Guggenheim      |
| Toy Story 2 | 24 de novembro de 1999 | John Lasseter | Rita Hsiao, Chris Webb, Andrew Stanton e Doug Chamberlin | Helene Plotkin e Karen Robert Jackson |
| Toy Story 3 | 18 de junho de 2010    | Lee Unkrich   | Michael Arndt                                            | Darla K. Anderson                     |
| Toy Story 4 | 21 de junho de 2019    | Josh Cooley   | Andrew Stanton e Stephany Folsom                         | Mark Nielsen e Jonas Rivera           |
| Lightyear   | 17 de junho de 2022    | Angus MacLane | Jason Headley e Angus MacLane                            | Galyn Susman                          |
| Toy Story 5 | 2026                   | TBA           | TBA                                                      | TBA                                   |

## Elenco e personagens
| Personagem            | Filme                        | Filme                                        | Filme                      | Filme              |
| Personagem            | Toy Story                    | Toy Story 2                                  | Toy Story 3                | Toy Story 4        |
| Personagem            | Elenco                       | Elenco                                       | Elenco                     | Elenco             |
| --------------------- | ---------------------------- | -------------------------------------------- | -------------------------- | ------------------ |
| Woody                 | Tom Hanks                    | Tom Hanks                                    | Tom Hanks                  | Tom Hanks          |
| Buzz Lightyear        | Tim Allen                    | Tim Allen                                    | Tim Allen                  | Tim Allen          |
| Aliens                | Jeff Pidgeon Debi Derryberry | Jeff Pidgeon                                 | Jeff Pidgeon               | Jeff Pidgeon       |
| Porquinho             | John Ratzenberger            | John Ratzenberger                            | John Ratzenberger          | John Ratzenberger  |
| Rex                   | Wallace Shawn                | Wallace Shawn                                | Wallace Shawn              | Wallace Shawn      |
| Slinky                | Jim Varney                   | Jim Varney                                   | Blake Clark                | Blake Clark        |
| Jessie                |                              | Joan Cusack Mary Kay Bergman Sarah McLachlan | Joan Cusack                | Joan Cusack        |
| Sr. Cabeça de Batata  | Don Rickles                  | Don Rickles                                  | Don Rickles                | Don Rickles        |
| Sargento              | R. Lee Ermey                 | R. Lee Ermey                                 | R. Lee Ermey               | R. Lee Ermey       |
| Imperador Zurg        |                              | Andrew Stanton                               |                            |                    |
| Wheezy                |                              | Joe Ranft Robert Goulet                      |                            |                    |
| Betty                 | Annie Potts                  | Annie Potts                                  |                            | Annie Potts        |
| Sra. Cabeça de Batata |                              | Estelle Harris                               | Estelle Harris             | Estelle Harris     |
| Andy Davis            | John Morris                  | John Morris                                  | John Morris Charlie Bright |                    |
| Sra. Davis            | Laurie Metcalf               | Laurie Metcalf                               | Laurie Metcalf             | Laurie Metcalf     |
| Molly Davis           | Hannah Unkrich               | Hannah Unkrich                               | Beatrice Miller            |                    |
| Olho Vivo             | Joe Ranfty                   |                                              |                            |                    |
| Barbie                |                              | Jodi Benson                                  | Jodi Benson                | Jodi Benson        |
| Espeto                |                              |                                              | Timothy Dalton             | Timothy Dalton     |
| Coelhinho             |                              |                                              |                            | Jordan Peele       |
| Patinho               |                              |                                              |                            | Keegan-Michael Key |

## Recepção

### Desempenho nas bilheterias
Os primeiros cinco dias de lançamento nacional (durante a semana de Ação de Graças), rendeu ao filme 39 071 176. O filme ficou em primeiro lugar nas bilheterias do fim de semana com 29 140 617 milhões e manteve-se na posição durante os dois fins de semanas consecutivos. Foi o lançamento doméstico mais rentável do ano de 1995 e foi considerado o terceiro mais bem-sucedido filme à época.
Toy Story 2 estreou em primeiro lugar no fim de semana em que foi lançado, com um total de 57 388 839 de dólares em três dias de exibição em cerca de 3 200 cinemas nos Estados Unidos. O filme arrecadou cerca de 17 734 dólares em cada cinema durante o fim de semana e tornou-se o primeiro colocado durante as duas semanas seguintes. Foi o filme mais assistido do ano de 1999.
Toy Story 3 também efetuou uma forte estreia, sendo exibido em 4 028 salas de cinema e arrecadando 41 148 961 milhões de dólares somente no dia de estreia. Além disto, Toy Story 3 é considerado o maior lançamento de um filme animado. Durante sua semana de estreia, o filme arrecadou mais de 110 milhões de dólares, tornando-se o primeiro colocado do fim de semana; foi o maior lançamento da Pixar Animation Studios. O filme totalizou mais de 1 bilhão de dólares em bilheterias em todo o mundo, tornando-se o 7º filme mais visto da história, o 2º mais visto da Disney do ano de 2010 e a 5º mais vista de todas as produções da Disney.
| Filme       | Data de lançamento     | Receita          | Receita       | Receita       | Posição (mundial) | Orçamento   |
| Filme       | Data de lançamento     | América do Norte | Outros países | Mundo         | Posição (mundial) | Orçamento   |
| ----------- | ---------------------- | ---------------- | ------------- | ------------- | ----------------- | ----------- |
| Toy Story   | 22 de novembro de 1995 | 191 796 233      | 181 757 800   | 373 554 033   | 330               | 30 000 000  |
| Toy Story 2 | 24 de novembro de 1999 | 245 852 179      | 251 514 690   | 497 366 869   | 212               | 90 000 000  |
| Toy Story 3 | 18 de junho de 2010    | 415 004 880      | 651 964 823   | 1 066 969 703 | 32                | 200 000 000 |
| Toy Story 4 | 21 de junho de 2019    | 434 038 008      | 639 356 585   | 1 073 394 593 | 31                | 200 000 000 |
| Total       | Total                  | 1 317 393 746    | 1 726 176 052 | 3 043 569 798 | 20                | 520 000 000 |

### Crítica
De acordo com o Rotten Tomatoes, a trilogia Toy Story é a mais aclamada de todos os tempos. Os dois primeiros filmes receberam avaliação de 100% no site, enquanto o terceiro filme recebeu um igualmente significativo 99%. Ainda de acordo com o site, não houve outra trilogia com tal avaliação – as mais próximas são Before Sunset (com 98%); a Trilogia dos dólares e The Lord of the Rings (ambos com 95% e 94%, respectivamente). 
Também de acordo com o Metacritic, Toy Story é a mais bem-sucedida trilogia cinematográfica, com avaliação 91. Em julho de 2010, cada um dos filmes da trilogia foi posicionado entre os "100 Melhores Filmes", sendo que Toy Story superou um dos filmes da série The Lord of the Rings na mesma lista. 
| Filme                      | Rotten Tomatoes       | Metacritic         | CinemaScore |
| -------------------------- | --------------------- | ------------------ | ----------- |
| Toy Story                  | 100% (90 avaliações)  | 95 (26 avaliações) | A           |
| Toy Story 2                | 100% (169 avaliações) | 88 (34 avaliações) | A+          |
| Toy Story 3                | 98% (308 avaliações)  | 92 (39 avaliações) | A           |
| Toy Story 4                | 97% (446 avaliações)  | 84 (57 avaliações) | A           |
| Toy Story of Terror!       | 94% (16 avaliações)   | 80 (7 avaliações)  | N/A         |
| Toy Story That Time Forgot | 91% (11 avaliações)   | 81 (8 avaliações)  | N/A         |

### Prêmios e indicações
Toy Story foi indicado a três Prêmios da Academia, incluindo os de Melhor Roteiro Original, Melhor Trilha Sonora Original e Melhor Canção Original por "You've Got a Friend in Me" (de Randy Newman). John Lasseter, diretor do filme, também recebeu um Prêmio da Academia por "Contribuições Especiais" por "desenvolver e aplicar de forma inspirada as técnicas que possibilitaram o primeiro longa-metragem gerado por computador". Toy Story também foi o primeiro filme animado indicado na categoria de Melhor Roteiro Original. No 53º Globo de Ouro, Toy Story recebeu duas indicações - Melhor Filme de Comédia ou Musical e Melhor Canção Original. Também foi indicado na categoria de Melhores Efeitos Especiais do BAFTA. 
Toy Story 2 recebeu um Globo de Ouro de Melhor Filme e recebeu uma indicação ao Prêmio da Academia pela canção "When She Loved Me", performada por Sarah McLachlan. A categoria de Melhor Animação foi introduzida em 2001, dois anos após o lançamento do segundo filme. 
Toy Story 3 recebeu dois Prêmios da Academia - Melhor Animação e Melhor Canção Original. Foi indicado a três categorias: Melhor Fotografia e Melhor Roteiro Adaptado e Melhor Mixagem de Som. 